# Tchia
Tchia est un jeu d'action-aventure développé par Awaceb et édité par Kepler Interactive. Le joueur contrôle un personnage qui explore un archipel fictif inspiré de la Nouvelle-Calédonie. Le jeu est sorti sur Microsoft Windows, PlayStation 4 et PlayStation 5 le 21 mars 2023, puis sur Nintendo Switch le 27 juin 2024 et sur Xbox Series le 11 juillet 2024.

## Système de jeu
Tchia est un jeu vidéo d'action-aventure joué à la troisième personne. Le joueur prend le contrôle du protagoniste, qui doit explorer un archipel tropical pour sauver son père kidnappé. Tchia a la capacité de "saut d'âme", qui lui permet de posséder et d'assumer le contrôle d'animaux et d'objets inanimés trouvés dans le monde, et utilise leur pouvoir pour voyager dans de nouvelles zones, résoudre des énigmes et se défendre contre des adversaires. Par exemple, en sautant vers l'âme d'un chien, les joueurs peuvent utiliser sa capacité à creuser pour déterrer des cartes au trésor. Selon le développeur Phil Crifo, les joueurs peuvent accéder à plus de 30 animaux et "des centaines" d'objets.
Tchia peut explorer l'archipel sous sa forme humaine. Elle est équipée d'un planeur et d'un radeau qui lui permet de naviguer rapidement entre les lieux. Elle peut rapidement glisser sur une montagne, grimper aux arbres et l'utiliser pour se catapulter à travers la canopée et gravir presque tous les types de surfaces. Grâce à l'exploration, les joueurs découvriront différents points d'intérêt, des mini-jeux et des coffres avec des objets cosmétiques, rencontreront d'autres personnages non jouables et accompliront des quêtes secondaires. Tchia présente également des éléments de jeux de rythme, les joueurs pouvant jouer au ukulélé de Tchia à volonté. Les joueurs peuvent jouer à "Soul-Melodies", qui permet à Tchia d'accomplir des exploits tels que l'invocation d'animaux pour le saut de l'âme, la modification de l'heure de la journée ou la modification de la météo dans le jeu,. L'apparence de Tchia, ainsi que son planeur et son radeau, peuvent être largement personnalisés.

## Histoire
Le jeu commence avec un jeune garçon amené dans un orphelinat. Cherchant à l'aider à se sentir à l'aise, la directrice de l'établissement lui raconte l'histoire de Tchia.
Tchia et son père Joxu vivent seuls sur l'île d'Uma, visités occasionnellement par leur ami Tre. Lors du douzième anniversaire de Tchia, un dirigeable atterrit sur l'île et un homme nommé Pwi Dua émerge, kidnappant Joxu. Tchia tente de l'arrêter et découvre qu'elle a la capacité de sauter d'âme en âme, la laissant posséder des créatures et des objets inanimés, mais ne parvient pas à l'empêcher de s'échapper avant qu'elle ne tombe dans l'océan. Tchia se réveille dans le camp de Tre, qui révèle que Joxu est retenu captif par Meavora. Sachant qu'il envoie des gens pour l'enlever aussi, Tre donne son bateau à Tchia pour qu'elle puisse s'échapper et sauver son père.
Tchia arrive à la ville d'Aëmoon et se dirige vers le palais de Meavora de Ga Ngazo à sa recherche. Cependant, elle est refusée par la secrétaire jusqu'à ce qu'elle apporte certains articles en cadeau. Tchia se rend au village de Hunahmi et rencontre leur chef, qui lui peint le visage et lui apprend à sculpter des totems. Elle se rend ensuite à Weliwele, où elle rencontre leur matriarche Gaby et sa fille Louise, avec qui cette dernière entame une relation amoureuse avec Tchia. Le chef de Hunahmi et Gaby offrent à Tchia le cadeau dont elle a besoin, et elle retourne à Ga Ngazo pour rencontrer Meavora. Là, elle découvre que Meavora est un démon qui mange des enfants et des bébés. Elle est reconnue par Pwi Dua, qui tente de la capturer, mais elle est sauvée à la dernière minute par un mystérieux guerrier masqué.
Se réveillant sur l'île d'Ieji Sinöe, Tchia rencontre son gardien, Kavere. Là, Kavere révèle que le père et la mère disparue de Tchia étaient le roi et la reine des îles et qu'ils avaient un fils et une fille avec des pouvoirs de saut d'âme. Pwi Dua, effrayé par ces pouvoirs, a retourné le peuple contre eux et a perpétré un coup d'État avec Meavora. Joxu a réussi à sauver Tchia et s'est caché avec elle. Tchia, inquiète que Meavora s'en prenne à Louise, quitte Ieji Sinöe pour aller la prévenir. Cependant, elle découvre que Louise, Gaby et le chef Hunahmi ont tous été capturés. Tchia ferme les usines de tissus de Meavora pour essayer de les sauver, mais Pwi Dua les piège, ainsi que son père, à l'intérieur de l'une d'elle et déclenche une bombe, le tuant, Gaby et le chef Huahmi. Une fois de plus, Tchia est sauvée par le Guerrier Masqué, qui la ramène à Uma. Là, la guerrière révèle qu'elle est Heia, la mère de Tchia, et les deux enterrent Joxu.
Le lendemain, ils retournent à Ieji Sinöe, où Kavere raconte l'autre moitié de son histoire. Pendant que Tchia s'enfuyait, Pwi Dua captura son petit frère Makanu et le donna à Meavora, lui donnant ses pouvoirs. Kavere a sauvé Heia et l'a entraînée à devenir la guerrière masquée afin qu'elle puisse se venger. Kavere leur donne un artefact qui peut ramener Meavora dans sa forme originale de ver et Tchia et Heia retournent à Ga Ngazo. Là-bas, Tchia offre sa vie en échange de Tre, Meavora accepte et consomme Tchia. Dans son estomac, Tchia découvre que Louise et Makanu sont toujours en vie. Elle utilise l'artefact pour arrêter son cœur et force Meavora à vomir tous les enfants consommés avant de redevenir un ver, auquel cas Heia le tue. Indigné, Pwi Dua blesse mortellement Makanu avant de s'échapper. Tre révèle qu'il a des pouvoirs de guérison et ramène Makanu à la vie en échange des siens.
Par la suite, Heia redevient reine de l'île et commence à élever ses enfants. Des funérailles sont organisées pour les personnages décédés. Un orphelinat est construit sur l'ancienne maison de Tchia à Uma, que Kavere laisse diriger à Ieji Sinöe. Louise est adoptée par Kavere, et elle et Tchia poursuivent leur relation.
Dans une scène post-générique, il est révélé que la femme qui raconte l'histoire est une Louise plus âgée. Elle et Tchia sont toujours ensemble dans leur vieillesse et dirigent maintenant l'orphelinat ensemble.

## Développement
Tchia a été développé par une équipe de douze personnes chez Awaceb, un studio de jeu indépendant basé à Montréal. Le cadre est fictif, il a été fortement inspiré par la Nouvelle-Calédonie, une collectivité française du Pacifique où les fondateurs de l'Aweceb, Thierry Boura et Phil Crifo, ont grandi. En particulier, la culture kanak a été une source d'inspiration majeure pour l'équipe. L'un des objectifs du studio était de « montrer ce que c'était que d'explorer la Nouvelle-Calédonie » quand les deux étaient encore enfants. La plupart des membres du studio se sont rendus à Lifou pendant deux semaines pour mener des recherches, ainsi que pour montrer une démo à la population indigène. Semblables aux indigènes de Nouvelle-Calédonie, les personnages parlent français et drehu. Comme il n'y avait pas d'acteurs de voix professionnels qui parlaient drehu, le studio a eu du mal à recruter des personnes pour enregistrer les répliques du jeu. Le personnage de Tchia a été décrit comme « curieuse » et « un peu naïve ». Alors qu'elle explore lentement le monde, elle rencontre progressivement différents personnages non jouables et aide à résoudre leurs conflits, brisant le mur entre les différentes communautés. La capacité de saut d'âme a été inspirée par le folklore de la Nouvelle-Calédonie sur le changement de forme.
L'équipe a reçu un financement de Kowloon Nights en août 2019 pour le développement de Tchia, alors connu sous le nom de Projet Caillou. Il a été coédité par Kepler Interactive, un label d'édition exploité conjointement par plusieurs développeurs de jeux indépendants, dont Awaceb. Tchia utilise l'Unreal Engine. Il a été annoncé lors des Game Awards 2020. Le jeu devait initialement sortir en 2022 mais a été repoussé à 2023. Tchia est sorti sur Microsoft Windows, PlayStation 4 et PlayStation 5 le 21 mars 2023. Maximum Games a publié la version physique du jeu pour PS4 et PS5 le 18 juillet 2023.

## Accueil

### Distinctions
Lors de la cérémonie des Games Awards organisé en décembre 2023, le jeu est nommé dans la catégorie « meilleur jeu à message positif ». À l'issue de la remise des prix, Tchia remporte le lauréat face à A Space for the Unbound, Chants of Sennaar, Goodbye Volcano High, Terra Nil et Venba.
En avril 2024, il est récompensé du lauréat « Au-delà du divertissement » à la suite des résultats des British Academy Games Awards.